# Donald Faison
Donald Adeosun „Shun” Faison (ur. 22 czerwca 1974 w Nowym Jorku) – amerykański aktor telewizyjny, filmowy i zajmujący się też podkładaniem głosu, występował w roli doktora Chrisa Turka w serialu ABC/NBC Hoży doktorzy (2001–2010), a także jako Phil Chase w sitcomie Byli (2011–2015) oraz filmach: Czekając na miłość (1995), Tytani (2000), Dziewczyny z wyższych sfer (2003), Coś nowego (2006), Next Day Air (2009) i Kick-Ass 2 (2013). Na początku swojej kariery pokazywał się jako Murray w komedii romantycznej Clueless (1995) i kontynuacji telewizyjnej Słodkie zmartwienia (1996–1999). W 2005 wyprodukował jeden odcinek serialu MTV Punk'd wkręcając kolegę z planu Hoży doktorzy, Zacha Braffa. Wystąpił również w teledysku Gavina DeGraw do piosenki „Chariot” (2003) i grupy Fall Out Boy do covera przeboju Michaela Jacksona „Beat It” (2008).
13 lutego 2009 brał udział w NBA All-Star Weekend's Celebrity Game (mecz koszykówki pomiędzy celebrytami).

## Filmografia
- Miasto aniołów 2 (Juice, 1992) jako student
- Jak dwie krople czekolady (Sister, Sister, 1994-1999) jako Darryl (1998) (gościnnie)
- Ulice Nowego Jorku (New York Undercover, 1994-1998) jako James (1996) (gościnnie)
- Sugar Hill (1994) jako Kymie Damiels
- New Jersey Drive (1995) jako Tiny Dime
- Clueless (1995) jako Murray
- Czekając na miłość (Waiting to Exhale, 1995) jako Tarik Matthews
- Sabrina, nastoletnia czarownica (Sabrina, the Teenage Witch, 1996-2003) jako Dashiell (1998) (gościnnie)
- Słodkie zmartwienia (Clueless, 1996-1999) jako Murray Lawrence Duvall
- Academy Boyz (1997) jako Glen Lewis
- Szalona impreza (Can't Hardly Wait, 1998) jako Dan, bębniarz
- Butter (1998) jako Khaleed
- Felicity (1998-2002) jako Tracy
- Odlot (Trippin, 1999) jako June
- Sekcja Alfa (Supreme Sanction, 1999) jako Marcus
- Tytani (Remember the Titans, 2000) jako Petey Jones
- Drugie wcielenie (Double Whammy, 2001) jako Cletis
- Josie i kociaki (Josie and the Pussycats, 2001) jako D.J.
- Hoży doktorzy (Scrubs, 2001) jako dr Chris Turk
- Clone High (2002-2003) jako Martin Luther King Jr. / Toots (głos) (2003) (gościnnie)
- Duży, gruby kłamczuch (Big Fat Liar, 2002)
- Dziewczyny z wyższych sfer (Uptown Girls, 2003) jako Huey
- Dobry piesek (Good Boy!, 2003) (głos)
- Porwanie na żądanie (King’s Ransom, 2005) jako Andre
- Noc kawalerów (Bachelor Party Vegas, 2006) jako Ash
- Homie Spumoni (2006) jako Renato
- Coś nowego (Something New, 2006) jako Nelson McQueen
- Next Day Air  (2009) jako Leo
- Venus & Vegas (2009) jako Stu
- Skyline (2010) jako Terry